# Carevo Polje
Carevo Polje je vesnice v Chorvatsku v Karlovacké župě, spadající pod opčinu Josipdol. Nachází se asi 2 km východně od Josipdolu. V roce 2011 zde žilo 146 obyvatel.
Sousedními vesnicemi jsou Josipdol, Oštarije a Skradnik.